# Décimo Primeiro Voo Experimental da SpaceX Starship
O teste de voo do Starship 11 será o décimo primeiro teste de voo de um veículo de lançamento SpaceX Starship. Starship 38 e um dos Booster 15 ou Booster 16 participarão deste voo de teste. Até agosto de 2025, o perfil de voo ainda não foi definido. Devido a incidentes ocorridos durante o Voo 9, é provável que a nave do Voo 11 seja a primeira a ser capturada, embora um pouso no Oceano Índico também seja uma possibilidade.

## Contexto

### Testes do veículo antes do lançamento
O planejamento inicial envolvia usar S37 no Voo 11. Entretanto, por causa do incidente com a S36 que resultou em sua destruição, a S37 passou foi designada para o Voo 10, e provavelmente a S38 será usada no Voo 11. O S38 também é um veículo do Bloco 2 e teve seu cone nasal empilhado em seu compartimento de carga útil com flaps em meados de abril de 2025. Ele foi levado ao local de testes da Massey para testes criogênicos em 27 de julho. Em 30 de julho, o S38 conduziu um teste de prova criogênica, seguido de um retorno ao local de produção em 1º de agosto. A instalação do motor começou em 14 de agosto.
O Booster 15 foi levado de volta ao Mega Bay 1 em 8 de março para reforma, após ter voado no voo 8.
O Booster 16 realizou um teste criogênico em 28 de fevereiro, antes de ser levado de volta ao local de produção em 20 de março para a instalação do motor.